# Zygmunt Piasecki

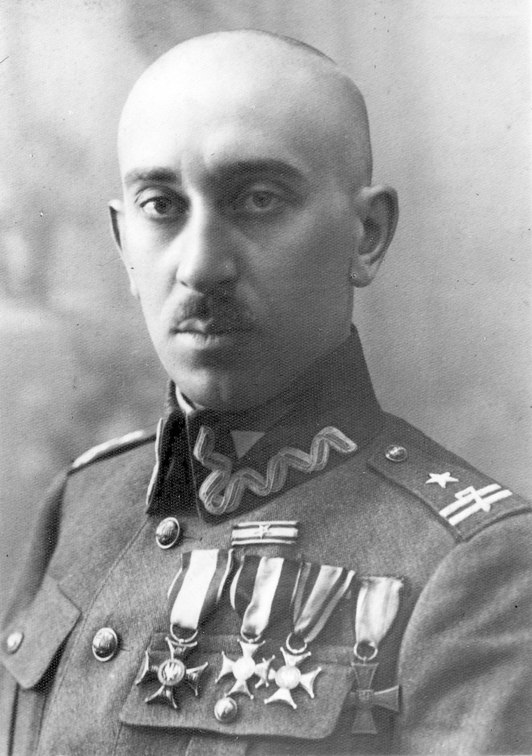
Major Zygmunt Piasecki jako dowódca 7 pułku ułanów (rok 1921 – Garnizon Przasnysz).

Zygmunt Piasecki, ps. „Dublańczyk” (ur. 14 grudnia 1893 w Szafarni, zm. 26 stycznia 1954 w Nicei) – generał brygady Wojska Polskiego, kawaler Orderu Virtuti Militari.

## Życiorys
Urodził się 14 grudnia 1893 w Szafarni, w powiecie rypińskim, w rodzinie Andrzeja i Heleny z Dembińskich.
W 1911, po ukończeniu Szkoły Handlowej we Włocławku, rozpoczął studia na Politechnice Lwowskiej. W 1914, po zaliczeniu pięciu semestrów przeniósł się do Akademii Rolniczej w Dublanach. W czasie studiów należał do Związku Walki Czynnej i Związku Strzeleckiego. W czasie I wojny światowej, od 18 sierpnia 1914 walczył w Legionach Polskich. Był podoficerem, a później oficerem 1 pułk ułanów Legionów Polskich. Od 6 lutego do 1 kwietnia 1917 wykładał przedmioty „taktyka” i „służba łączności” na kawaleryjskim kursie podoficerskim przy 1 pułku ułanów w Ostrołęce. W lipcu tego, po kryzysie przysięgowym, został internowany w Szczypiornie, a później w Łomży.
Od 2 listopada 1918 był jednym z organizatorów 7 pułku Ułanów Lubelskich, w którym został dowódcą szwadronu, a następnie zastępcą dowódcy pułku. 17 grudnia 1918 został przyjęty do Wojska Polskiego z zatwierdzeniem awansu na porucznika, ogłoszonego w rozkazie generała majora Śmigłego. 4 grudnia 1919 został mianowany z dniem 1 grudnia 1919 rotmistrzem. 6 lipca 1920 objął jego dowództwo i sprawował je do 29 marca 1929 (od 21 czerwca 1921 dowodzony przez niego oddział stacjonował w garnizonie Mińsk Mazowiecki). W międzyczasie dowodził Brygadą „B” złożoną z 7 i 16 pułków ułanów oraz dywizjonu ułanów rtm. Zapolskiego w Grupie Operacyjnej płk Adama Nieniewskiego (26 sierpnia – 8 października 1920), ukończył kurs informacyjny dla wyższych dowódców jazdy (w 1921, w Warszawie) i kurs dowódców pułków (w 1926, w Grudziądzu).
15 lipca 1920 został zatwierdzony z dniem 1 kwietnia 1920 w stopniu majora, w kawalerii, w grupie oficerów byłych Legionów Polskich, a 3 maja 1922 zweryfikowany w tym stopniu ze starszeństwem z 1 czerwca 1919 i 12. lokatą w korpusie oficerów jazdy. 31 marca 1924 został mianowany podpułkownikiem ze starszeństwem z 1 lipca 1923 i 5. lokatą w korpusie oficerów jazdy, a 1 stycznia 1928 mianowany pułkownikiem ze starszeństwem z 1 stycznia 1928 i 10. lokatą w korpusie oficerów kawalerii. W marcu 1929 został mianowany dowódcą 17 Brygady Kawalerii w Hrubieszowie z równoczesnym przeniesieniem macierzyście do kadry oficerów kawalerii. Od 6 grudnia 1929 do 10 lipca 1930 był słuchaczem IV Kursu Centrum Wyższych Studiów Wojskowych w Warszawie. W marcu 1930 został przeniesiony na stanowisko dowódcy 5 Samodzielnej Brygady Kawalerii w Krakowie z pozostawieniem na kursie. Na stopień generała brygady został mianowany ze starszeństwem z 19 marca 1937 i 4. lokatą w korpusie generałów. Z dniem 1 kwietnia 1937 dowodzona przez niego wielka jednostka przemianowana została na Krakowską Brygadę Kawalerii. Na jej czele walczył w kampanii wrześniowej 1939.
Był jeńcem obozu w Oflagu VII A w Murnau. Po II wojnie światowej, do kwietnia 1946, był w dyspozycji dowódcy 2 Korpusu Polskiego, a następnie podjął pracę zarobkową w Nicei, gdzie zmarł. Pochowany na miejscowym cmentarzu Caucade (kwatera 48, rząd 3 od wejścia, grób 1 od żywopłotu).
Generał Piasecki był żonaty z Zofią Piasecką, z którą miał dwoje dzieci: Andrzeja (ur. 1929) i Zofię (ur. 1932). Po zakończeniu wojny małżonka generała wraz z ich dziećmi została wypędzona z majątku w Ryczowie.

## Awanse
- podporucznik (1 listopada 1916)
- porucznik (17 grudnia 1918)
- rotmistrz (1 grudnia 1919)
- major (1 kwietnia 1920)
- podpułkownik (31 marca 1924)
- pułkownik (21 stycznia 1928)
- generał brygady (19 marca 1937)

## Ordery i odznaczenia
- Krzyż Kawalerski Orderu Wojskowego Virtuti Militari nr 3 (24 listopada 1922)[15][16]
- Krzyż Złoty Orderu Wojskowego Virtuti Militari nr 3 (24 listopada 1922)[15][16]
- Krzyż Srebrny Orderu Wojskowego Virtuti Militari nr 2726 (1921)[17][16]
- Krzyż Niepodległości (2 sierpnia 1931)[18][19]
- Krzyż Oficerski Orderu Odrodzenia Polski (11 listopada 1936)[20][21]
- Krzyż Walecznych (trzykrotnie)[22]
- Złoty Krzyż Zasługi (17 marca 1930)[23]
- Medal Pamiątkowy za Wojnę 1918–1921
- Medal Dziesięciolecia Odzyskanej Niepodległości
- Odznaka za Rany i Kontuzje
- Oficer Orderu Gwiazdy Rumunii (Rumunia)[24]
- Oficer Orderu Orła Białego (Jugosławia)[24]
- Kawaler Orderu Legii Honorowej (Francja)[24]
- Kawaler Orderu Leopolda (Belgia)[24].
- Złoty Medal Waleczności (Jugosławia)[24]
- Medal 10 Rocznicy Wojny Niepodległościowej (Łotwa)[25]

## Upamiętnienie
W 2011 w pałacu w Ryczowie otwarto muzeum poświęcone gen. Zygmuntowi Piaseckiemu.